# 頂下郊拚
頂下郊拚，或作頂廈郊拼，又稱「四縣反」，為在1853年（清咸豐三年）發生於艋舺（今臺北市萬華區）的分類械鬥。械鬥當事一為以泉州府晉江、南安、惠安三邑人為主的泉郊及北郊稱為頂郊，另一則為以泉州府同安人（其地今分屬漳州龍海市、廈門市及金門縣）人為主的下郊或廈郊。此械鬥，同安人落敗，並敗走大稻埕（今屬臺北市大同區）。
頂下郊拚事件，影響層面極廣，除了造成人員傷亡，同安人的遷徙，及八甲庄（今老松國小一帶，原為下郊）付之一炬外，也間接促成大稻埕與大龍峒（今屬臺北市大同區）的開發。

## 發生背景
清朝乾隆、嘉慶之後，大量泉州府移民跨海沿著淡水河靠岸，定居臺北艋舺，於是艋舺大盛，產生了「一府二鹿三艋舺」的美稱。
移民於艋舺的，有兩大族群，一為居於八甲庄的福建泉州同安籍移民，另外一個較大族群則是居於舊街與艋舺淡水河沿岸的泉州三邑（晉江、惠安、南安）人。兩者，以三邑人人數較多，也較早落腳於此。
同安人因主要跟唐山（意指中國）廈門一帶進行貿易，因此被稱為「廈郊」或轉音為「下郊」，而泉州三邑商人，則稱做「頂郊」，多與泉州、福州等地貿易。

## 發生原因

艋舺龍山寺三川殿

艋舺龍山寺落成後，泉州三邑商人就將頂郊行政中心設於該廟，頂郊得到了宗教庇護與場地，擁有稅金，團練，甚至諸如道路闢建、義渡、義倉、賑災、巡更等公共事務，是頂郊軍政的大本營。不過，這體系並沒有將同安人的下郊納入。
19世紀，艋舺移民漸多，同安人為主的下郊，與三邑人的頂郊為了爭取艋舺碼頭的泊船權利，加上同安人自己奉祀有鄉土神霞海城隍，並未加入龍山寺的信仰圈，時常發生衝突。在公家官衙刻意忽視下，1853年，三邑人終於與同安人發生了俗稱「頂下郊拚」的分類械鬥。
另外也有種說法，械鬥發生原因，是因為同安縣地處泉州府、漳州府兩府（意即比起偏北的三邑，同安地理上較接近漳州；今日同安隸屬廈門市）交接，臺灣的同安人於18世紀末開始的臺灣泉漳械鬥中，立場過於中立，並不援救同屬泉州府的三邑人。據此說法，部分學者將頂下郊拚視為漳泉械鬥的餘波。
不過，正如漳州方言相對泉州方言口音迥異而產生漳泉械鬥，頂下郊拚最根本原因是閩南語之同安方言相對三邑泉州方言口音迥異而各自為營，例如：遇攝開口三等（《彙音妙悟》居類、《彙集雅俗通十五音》居類），大稻埕、大龍峒讀-u，萬華讀-ɨ，如「豬」、「箸」、「煮」、「鼠」、「魚」、「薯」等字。

## 經過
1853年初，閩南漳州、泉州兩地天地會民變，臺灣經濟與民心受其影響。下郊同安人對於頂郊三邑人霸佔碼頭與艋舺龍山寺深感不滿，蠢蠢欲動。
三邑人見狀在取得三邑人大老，黃、林、吳三姓世族同意後，即以艋舺龍山寺作為其作戰指揮中心，先行主動攻擊同安人。兩方人馬於是於八月展開械鬥，各有攻防，不久設於艋舺的新莊縣丞署，海山堡潭底公館等兩官署，遭兩方人馬焚毀。
雖說三邑之人數佔有優勢，但是三邑人所居的龍山寺、舊街（今西園路）與蕃薯市街（今貴陽街）三地與同安人所居之八甲庄，正好隔著安溪人所建的艋舺清水巖祖師廟且池沼遍布，三邑人難以大規模攻擊，於是向中立者泉州安溪頭人白隆發借道，威逼利誘，欲毀安溪人信奉的祖師廟，以便攻進八甲庄，並承諾事成之後，會幫助安溪人重建廟宇，白隆發被迫同意，將清水祖師神像徙出，任三邑人燒毀廟宇，但三邑人在械鬥事件後卻毀約。
另外，三邑人強勢進攻之餘，還將其同安人房屋全數焚毀。而敗逃之同安人，不得不放棄艋舺碼頭的地盤，由同安大老林佑藻率領，逃往大稻埕另闢商埠，後來並在大稻埕建了霞海城隍廟，奉祀從頂下郊拼中救出的霞海城隍神像。
事後，三邑人得勝，佔得了艋舺大部分利益，使同安人遷移至大稻埕，但三邑人並未依約幫助艋舺祖師廟的重建工作，白隆發責問三邑人(泉州人)，三邑人(泉州人)只捐獻了一對龍柱，略表意思，白隆發也無可奈何，只好向安溪人募款重建。不過，好景不長後來艋舺河沙淤積不易停泊，船隻大多改停大稻埕。大稻埕於是逐漸取代艋舺，成為北臺灣的商業貿易中心，大稻埕同安人又得到了商利。
械鬥發生後，新竹的開臺進士鄭用錫寫了〈勸和論〉，向兩方勸和。

## 影響
- 財產生命損失：之所以稱「械鬥」，乃指這類型衝突動用的武器通常是致人於死的刀劍，甚至是槍械。雖然在法治約束下，縱火燒產，破壞屋垣情形比殺人情事較為常見，但是一場中大型械鬥下來，傷亡嚴重可說難以避免。而不論是財產或生命的損失，對於當時社會都造成無法估計的戕害。

- 官方法制威信盡失：因為械鬥過程中，衙門官方做的最多僅是辦理控制規模與預防民變角色。致使民眾不再相信公家法律，也因此社會法制觀念始終無法提升。這種現象，反而到臺灣日治時期殖民當局全面控制高壓統治下，才略有改善。

- 劃清地界自我設限：械鬥之後，兩個族群為了防衛與預防再度發生事端，通常會加強各種工事。這種族群間的對立，造成經濟與文化交流的更加困難。這情形，經19世紀末期兩族群許多地方士紳努力，才漸次有所改善。不過到如今，族群紛爭仍多少還是受其影響

- 族群遷徙及同化：械鬥發生後，勝利者常常霸佔落敗一方的房屋，並將其廟宇改換祀神、信仰。為了平息紛爭或避禍，人口數量較少的落敗一方通常遷徙到位置較不好的遠地村莊，這一方面，也促成中立的平埔族遷徙或加速漢化。

## 備註
1. ↑  臺灣閩南語常用詞辭典
2. ↑  洪惟仁.  (PDF). 台灣語文研究. 2009, 3: 239–309.

## 外部連結
- 首選珍藏 : 百年前的艋舺火拚——歷史中的角頭事件簿 （页面存档备份，存于）